# 神農吻鰕虎魚
神農吻鰕虎魚（学名：Rhinogobius shennongensis）为鰕虎魚科吻鰕虎魚屬的鱼类，俗名神農栉鰕虎魚，是中国的特有物种。分布于湖北等，主要生活于急流浅滩处以及常藏身于砾石缝隙间。该物种的模式产地在湖北神農架阳日湾。

## 扩展阅读
維基物種上的相關：神農吻鰕虎魚